# Interventie
Interventie is een heel breed begrip dat tussenkomst door personen of instanties aanduidt.
- In juridische terminologie kan een interventie bijvoorbeeld gepleegd worden door personen of instanties in een burgerlijk rechtsgeding, in de rechtshandhaving wanneer sprake is van interventie door politie en door een staat indien deze ingrijpt in de aangelegenheden van een andere staat.
- Een centrale bank kan een interventie in de geldmarkt  plegen door aankoop of verkoop van deviezen.
- Een verpleegkundige interventie is handelen van een verpleegkundige in het belang van een patiënt.
- Wanneer de hulpdiensten bij een noodgeval ter plaatse komen om hulp te verlenen, spreekt men ook van een interventie.
- Ook het onderbreken van een gesprek, of het veranderen van een artikel op Wikipedia is een interventie.